# Mark Boone Junior
Mark Boone Junior (17 de Março de 1955 — Cincinnati, Ohio) é um ator de cinema estadunidense.Talvez mais conhecido por seus papéis como Bobby Munson em Sons of Anarchy FX e em dois filmes de Christopher Nolan, Memento e Batman Begins.

## Juventude e educação
Nascido com nome de Mark Heidrich, filho de uma professora aposentada e um ex-consultor de construção. Ele cresceu em Chicago North Shore e freqüentou a Universidade de Vermont. Se mudou para Nova York depois da faculdade, onde começou sua carreira se apresentando em shows de stand-up comedy com o amigo de longa data Steve Buscemi. Seu nome artístico Boone veio de uma guerra memorial da cidade de Nova Iorque.

## Carreira
Ele já apareceu em alguns dos trabalhos de direção de Steve Buscemi , incluindo Trees Lounge e, mais recentemente (2004) como "Evil" em Lonesome Jim . Ele é um membro do elenco regular em Sons of Anarchy, onde ele interpreta Bobby Munson. Em 2010, ele desempenhou o papel de pai de Vincent em Dooly a mãe da invenção.
Boone freqüentemente retrata um policial corrupto ou outra figura de autoridade, e teve uma carreira prolífica, aparecendo em mais de 70 filmes, que incluem também + Velozes + Furiosos, Get Carter, A Filha do General, The Thin Red Line, Sete, e Die Hard 2. Ele também fez aparições na TV em Law & Order, Seinfeld,Curb Your Enthusiasm e vários outros programas.
Ele é conhecido por aparecer em dois filmes de Christopher Nolan: Memento, como Burt, o gerente de recepção no Discount Inn e Batman Begins, como Flass, Parceiro torto de James Gordon.
Ele tinha um pequeno papel em Armageddon e na sexta temporada, Episódio 5 de Oz. Em 1984, ele atuou em The Way It Is (1985) por Eric Mitchell, que incluiu atores Steve Buscemi e Rockets Redglare. 

## Filmografia
- Sons of Anarchy (2008-2014)
- 30 Dias de Noite (2007)
- Batman Begins (2005)
- A Casa dos Pássaros Mortos (2004)
- + Velozes + Furiosos (2003)
- Proximity - Risco Total (2001) como Mark Boone Jr.
- Amnésia (2000)
- O Implacável (2000) como Mark Boone Jr.
- A Filha do General (1999)
- Vampiros de John Carpenter (1998)
- Além da Linha Vermelha (1998)
- Armageddon (1998), Cara em Nova York (não creditado)
- Eu Ainda sei o que Vocês Fizeram no Verão Passado (1998) como Mark Boone Jr.
- Ambição Desenfreada (1997)
- Vidas em Jogo (1997)
- O Massacre de Rosewood (1997)
- Rápida e Mortal (1995)
- Seven - Os Sete Crimes Capitais (1995)
- Gerônimo - Uma Lenda Americana (1993)
- Ratos e Homens (1992)
- Duro de Matar 2 (1990)
- Cookie (1989) como Mark Boone Jr.
- Contos de Nova York (1989) como Mark Boone Jr.
- Um Caso Meio Incomum (1989) como Mark Boone Jr.
- Nico Acima da Lei (1988) como Figurante.